# Grzegorz Zwolski
Grzegorz Zwolski (ur. 21 grudnia 1974) – polski judoka.
Były zawodnik WKS Śląsk Wrocław (1991-2000). Brązowy medalista mistrzostw Polski seniorów 1999 w kategorii do 60 kg. Ponadto dwukrotny brązowy medalista młodzieżowych mistrzostw Polski (1996, 1997) oraz brązowy medalista mistrzostw Polski juniorów 1993.